# Peder af Ugglas
Peder Otto Gösta af Ugglas, född 14 februari 1962, är en svensk gitarrist och producent från Stockholm. Han har bland annat spelat med Stefan Sundström och producerat skivor med olika artister. Han har på senare tid arbetat med bland andra Louise Hoffsten, Tore Berger, Adolphson & Falk, Anders Widmark, Jan Åström och Freddie Wadling samt med ett eget band. Hans soloskivor innehåller instrumental musik dominerad av hans gitarr- och pianospel.

## Diskografi (solo)
- 2005 – Autumn Shuffle
- 2007 – Beyond
- 2010 – Peder af Ugglas
- 2012 – No. 4
- 2015 – Blue Departure